# Piroxicam
Piroxicam ist ein Arzneistoff, genauer ein nichtsteroidales Antirheumatikum (NSAR, NSAID) aus der Gruppe der Oxicame mit langer Halbwertszeit (ca. 50 Stunden beim Menschen). Es wurde früher bei Schmerzzuständen des Bewegungsapparates eingesetzt (Arthritis, Rheuma), ist aber aufgrund der Nutzen-Risiko-Abwägung für diese Anwendung mittlerweile nicht mehr zugelassen. Davon ausgenommen ist die Behandlung von Morbus Bechterew, wo es Mittel der zweiten Wahl ist.

## Geschichte
Die Firma Pfizer (USA) startete 1967 ein Forschungsprojekt zu nichtsteroidalen Antirheumatika (NSAR). In diesem Rahmen gelang J. G. Lombardino und E. H. Wiseman 1972 erstmals die Synthese von Piroxicam. Unter dem Handelsnamen Felden wurde es 1980 auf den Markt gebracht und ist seit 1992 auch als Generikum erhältlich.

## Pharmakologie

### Wirkungsmechanismus
Wie fast alle NSAIDs hemmt Piroxicam reversibel das Enzym Cyclooxygenase (COX). Außerdem hemmt Piroxicam die Einwanderung von Monozyten und polymorphkernigen Leukozyten, die Freisetzung von Sauerstoffradikalen aus aktivierten Leukozyten und von knorpeldestruierenden lysosomalen Enzymen, nach In-vitro-Untersuchungen bleibt der Knorpelmetabolismus selbst jedoch unbeeinflusst. Es wirkt dadurch schmerzlindernd (analgetisch), entzündungshemmend (antiphlogistisch) und fiebersenkend (antipyretisch).
Piroxicam besitzt beim Haushund auch eine antitumorale Wirkung bei bestimmten Tumoren (Urothelkarzinom der Harnblase, Plattenepithelkarzinom der Mundhöhle, tubulopapilläre Polypen des Mastdarms). Der genaue Wirkungsmechanismus ist bislang unbekannt, er beruht vermutlich auf einer Reduktion der immunsuppressiven Wirkung von Prostaglandin-E2.

### Nebenwirkungen und Kontraindikationen
Als Nebenwirkungen können auftreten: Hautausschlag, Magen- und Zwölffingerdarmgeschwüre, Ödeme, Hepatitis, Cholestase, Colitis, Nephritis, Unwohlsein, Phototoxie, Purpura Schönlein-Henoch, Haarausfall und erhöhter Blutdruck. Bei Langzeitanwendung ist eine Überwachung der Nieren- und Leberwerte notwendig.
Bei Blutbildungsstörungen und Magen-Darm-Geschwüren ist Piroxicam kontraindiziert. Während der Stillzeit und einer Schwangerschaft sollte das Mittel nicht angewendet werden.
Die Europäische Arzneimittelagentur hat im Juli 2007 eine Einschränkung der Anwendung von Piroxicam empfohlen, da es zu mehr Magen-Darm- und Hautnebenwirkungen als bei anderen NSAR kommt.

## Handelsnamen
MonopräparateBrexidol (D), Felden (D, A, CH), Piroflam (D), Pirobeta (D), Pirosol (CH), zahlreiche Generika (D, A, CH) Anmatic (Thailand)

## Verwandte Substanzen
- Cinnoxicam bzw. Piroxicamcinnamat[S 1] ist der Zimtsäureester von Piroxicam.
- Piroxicam-Olamin[S 2] ist das Ethanolamin-Salz von Piroxicam.

## Externe Links zu erwähnten Verbindungen
1. ↑  Externe Identifikatoren von bzw. Datenbank-Links zu Piroxicam-Cinnamat:  CAS-Nr.: 87234-24-0, EG-Nr.: 643-086-0, ECHA-InfoCard: 100.171.137, PubChem: 6436090, ChemSpider: 4940766, DrugBank: DB15883, Wikidata: Q27268143.
2. ↑  Externe Identifikatoren von bzw. Datenbank-Links zu Piroxicam-Olamin:  CAS-Nr.: 85056-47-9, PubChem: 54687412, ChemSpider: 10618537, Wikidata: Q27289663.